# Campylium hylocomioides
Campylium hylocomioides là một loài rêu trong họ Amblystegiaceae. Loài này được Broth. mô tả khoa học đầu tiên năm 1908. Danh pháp khoa học của loài này chưa được làm sáng tỏ. 